# Kellin Quinn
Kellin Quinn (ur. 24 kwietnia 1986 w Medford) – amerykański wokalista. Od 2009 roku jest liderem grupy Sleeping with Sirens.